# Compagnie de chauffage intercommunale de l'agglomération grenobloise
La compagnie de chauffage intercommunale de l'agglomération grenobloise (CCIAG), communément connue comme Compagnie de chauffage, est une société d'économie mixte gérant le réseau de chaleur de la métropole de Grenoble. Ce réseau dessert les communes d'Échirolles, Eybens, Gières, Grenoble, La Tronche, Pont-de-Claix et Saint-Martin-d'Hères soit environ 100 000 équivalent logements chauffés. Avec ses 177 kilomètres de canalisations en 2019, c'est le second réseau de chaleur de France,.
La compagnie de chauffage exploite la totalité du réseau dans le cadre d'une délégation de service public qui a été renouvelée le 1er juillet 2018 pour une durée de 15 ans. À l'occasion de ce renouvellement, la compagnie annonce vouloir alimenter son réseau par 87% d'énergies renouvelables à l'horizon 2022 et 100% en 2033,.

## Organisation
La compagnie de chauffage a comme actionnaires
- la ville de Grenoble, actionnaire à 52 % ;
- Dalkia SA, actionnaire à 42 % ;
- Grenoble-Alpes Métropole, actionnaire à 5 % ;
- la ville d'Échirolles, actionnaire à 1 %.

## Histoire
1960 : création de la SDCVG (Société pour la distribution de la chaleur dans la ville de Grenoble) le 22 août 1960.
1961 : signature de la convention de concession avec la Ville de Grenoble et début de l'exploitation de la 1re chaufferie au charbon de Teisseire.
1968 : exploitation en direct des chaufferies du CEA et de l'hôpital sud.
1969 : mise en service de la centrale de Villeneuve (quartier Alpexpo).
1972 : démarrage des 3 fours de l'usine d'incinération de l'Île d'Amour (futur Athanor) à La Tronche.
1976 : interconnexion du réseau principal avec la chaufferie de l'Île d'Amour.
1978 : la SDCVG devient la compagnie de chauffage intercommunale de l'agglomération grenobloise.
1993 : mise en service de la centrale de la Poterne.
1998 : lancement du premier réseau de climatisation urbaine de Grenoble.
2000 : mise en service du centre de cogénération Isergie de 30 MW sur l'avenue des Martyrs.
2013 : démolition de la centrale Isergie.
2015 : mise en service de la plateforme bois de Goncelin.
2019 : le cap des 70 % d’énergies renouvelables est dépassé.
2020 : mise en service de la centrale Biomax sur la presqu'île scientifique.
2022 : extension du réseau dans le Domaine universitaire de Grenoble,,,.